# Comunitate virtuală
O comunitate online este grup variabil de persoane care comunică (întrețin legături) frecvent între ele prin corespondență, telefon, rețea internet ș.a., din rațiuni de interes personal, social, educativ, etc. Termenul de "virtual" subliniază faptul că nu este vorba de o societate cu comunicare "față la față", cu contactări personale "la vedere". Există comunități virtuale pure și comunități virtuale care totuși se prelungesc spre comunicare personală "față la/în față", adică activează din când în când și prin întâlniri directe, reuniuni programate. Dacă comunicarea se desfășoară sub forma unei rețele sociale interconectante care servește ca suport pentru schimb reciproc de păreri, impresii, experiențe trăite etc., atunci se vorbește de un mediu social. 

## Caracteristici, participare
O comunitate virtuală modernă demarează nu în ultimul rând datorită unor posibilități tehnice de comunicare puse în serviciul ei. Dar este de remarcat că potența unei comunități virtuale este definită esențial doar prin conținutul comunicărilor și mai apoi prin mijloacele tehnice folosite. Este deci vorba de un fenomen social, nu de unul tehnic. De altfel motivarea participării la comunitate este în mod evident de natură socială. Un participant (membru) la o comunitate virtuală poate lua/avea diferite posturi (statut) în cadrul ei: el poate fi un începător (novice), poate fi doar observator, pote deveni membru normal (un "obișnuit") al comunității, un lider sau după o vreme un "senior" ("bătrân"), care începe să fie dezinteresat de problematica comunității. 

## Istorie
Primele comunități virtuale internetice s-au afirmat pe la mijlocul anilor '90, și erau definite sau percepute ca "servicii de rețele (rețelice) sociale" și "comunități online" (onlain).